# 聖心ウルスラ学園聡明中学校・聖心ウルスラ学園高等学校
聖心ウルスラ学園聡明中学校・聖心ウルスラ学園高等学校（せいしんウルスラがくえんそうめいちゅうがっこう・せいしんウルスラがくえんこうとうがっこう）は、宮崎県延岡市緑ヶ丘三丁目に所在し、中高一貫教育を提供する私立中学校・高等学校。
高等学校において、中学校から入学した内部進学の生徒と、高等学校から入学した外部進学の生徒との間では3年間クラスを別々に編成する併設型中高一貫校でもある。カトリック系キリスト教主義学校（ミッション・スクール）。創立以来女子校であったが2002年度より、共学校となる。

## 設置形態
- 聖心ウルスラ学園聡明中学校
- 聖心ウルスラ学園高等学校
  - 聡明中学校高等部（中高一貫コース）
  - 普通科特別進学コース
  - 普通科総合コース
  - 看護科 - 看護専攻科

## 沿革
- 1955年4月 - 緑ヶ丘学園高等学校として設立。
- 1990年4月 - 聖心ウルスラ学園高等学校に改称。
- 2002年4月 - 男女共学化。
- 2005年8月 - 野球部が第87回全国高等学校野球選手権大会に出場。創部3年目にして甲子園初出場。カタカナの入った校名の学校の甲子園出場は1965年春出場のコザ高校に次ぎ2校目[2]。
- 2007年4月 - 中高一貫教育併設校として聖心ウルスラ学園聡明中学校開校。
- 2013年4月 - 看護科及び看護専攻科を新設[3]。
- 2017年8月 - 野球部が第99回全国高等学校野球選手権大会に2度目の出場。甲子園初勝利を挙げる。[4]

## 部活動
- 野球部は2005年夏（第87回）と2017年夏（第99回）の2回甲子園に出場。校名にカタカナの入った学校としてはコザ高校以来、2校目の甲子園出場校となった。また2回目の出場時には1勝を挙げカタカナ校名の学校としての甲子園初勝利ともなった。

## 著名な卒業生
- 小池夏美（タレント）
- 田原誠次（元プロ野球選手）(読売ジャイアンツ)
- 戸郷翔征（プロ野球選手）(読売ジャイアンツ)
- 桂銀治（落語家）

## 系列校
- 聖心ウルスラ学園短期大学（2011年3月に閉校）
- 聖心ウルスラ学園歯科衛生士専門学校（2008年3月に閉校）
- 聖心ウルスラ学園付属幼稚園

## 歴史・校名の由来
聖心ウルスラ学園の名称に使われている「ウルスラ」・「聖心」という言葉は、西欧における聖ウルスラ崇敬の長い歴史が背景にある。
イタリア・ローマに本拠を持つ「聖心のウルスラ宣教女修道会（Orsoline Missionarie del Sacro Cuore、みこころのうるすらせんきょうじょしゅうどうかい）」は、16世紀に、パルマ市において、貧しい少女の生活と教育を支援するためのキリスト教的な慈善活動を行っていたヨハネ・ヴァイラの活動に淵源する。聖心のウルスラ宣教女修道会は、1575年に創立され、女子学生の守護聖人としても知られる処女殉教者聖ウルスラを保護者として、その使徒的ありようを理想として仰ぎ修道活動を400年に渡って行ってきた。
創設当初よりイエズス会と密接な関係を持ち、聖イグナティウス・デ・ロヨラの霊的精神の影響の元にあった。修道会は極東に活動を展開させ、中国にも支部を置いたが、1952年2月、イタリアの修道女4名が中国より追放され、結果的に日本に訪れ、ここに日本にも修道会の基礎が置かれることとなった。活動拠点は福岡市に置かれ、更に宮崎県延岡市に「学校法人聖心ウルスラ学園」を設立し、1955年2月に学園の前身となるカトリック学園を開校した。
福岡市に本部修道院を置く「聖心のウルスラ宣教女修道会（日本）」は、「学校法人聖心ウルスラ学園」を通じて、聖心ウルスラ学園聡明中学校及び聖心ウルスラ学園高等学校と並んで、「聖心ウルスラ学園短期大学」、「聖心ウルスラ学園付属幼稚園」、「聖心ウルスラ幼稚園」等も運営している。
「聖心のウルスラ宣教女修道会」は、日本以外にも、中国、フィリピン、オーストラリア、台湾にも支部修道院を備え、宣教活動と教育活動を行っている。